# 帕特森群島
帕特森群島（英語：Paterson Islands）是南極洲的群島，位於麥克羅伯特森地，處於克朗群島東北面7公里和威爾特郡岩東南面4公里，根據挪威探險隊拍攝的空中照片繪入地圖，現時由南極條約體系管理。